# Боровской (Костанайская область)
Боровской (каз. Боровской) — село в Костанайской области Казахстана, административный центр Мендыкаринского района. Административный центр и единственный населённый пункт сельского округа Боровской. Код КАТО — 395630100.

## География
Село Боровской находится в 82 км к северо-востоку от областного центра города Костанай. В 4 км к северо-западу находится озеро Алаколь, на западе — Боровское.

## История
Село было основано в 1881 году переселенцем Игнатием Семёновым на месте казахского аула Карагайлы (каз. Қарағайлы — «сосновый»), и первоначально неофициально называлось Семёновка. В 1887 году село получило официальный статус и было названо Боровое, так как располагалось по соседству с сосновым бором. Впоследствии (к 1940 году) название трансформировалось в Боровское. 16 ноября 1964 года стал посёлком городского типа, и соответственно этому транскрипция названия была изменена на Боровской. В 2005 году вновь стал селом.

## Население
В 1999 году население села составляло 10 025 человек (4740 мужчин и 5285 женщин). По данным переписи 2009 года в селе проживал 9781 человек (4719 мужчин и 5062 женщины). По данным переписи 2021 года, в селе проживало 8807 человек (4232 мужчины и 4575 женщин).

## Экономика
Имеются маслозавод, элеватор, машинно-тракторная ремонтная мастерская, историко-краеведческий музей, дома отдыха, туберкулёзный санаторий.